# Brigitte Bardot (bateau)
Mérida depuis 2021
Pour les articles homonymes, voir Bardot et Gojira (homonymie).
Le Merida est un navire à moteur de sauvetage en haute mer, appartenant depuis 2021 à la société Oceanic Assistance. Mis à l'eau en 1998 sous le nom de Cable and Wireless Adventurer dans le cadre d’un projet visant à réaliser un tour du monde en moins de 80 jours, il a aussi porté les noms de Brigitte Bardot, ou plus anciennement MV Gojira, lorsqu'il appartenait à Sea Shepherd.

## Caractéristiques
Le navire à moteur, de type trimaran, a une longueur de 35 mètres pour 14 mètres de large, et peut atteindre une vitesse maximum de 27 nœuds (50 km/h).

## Histoire

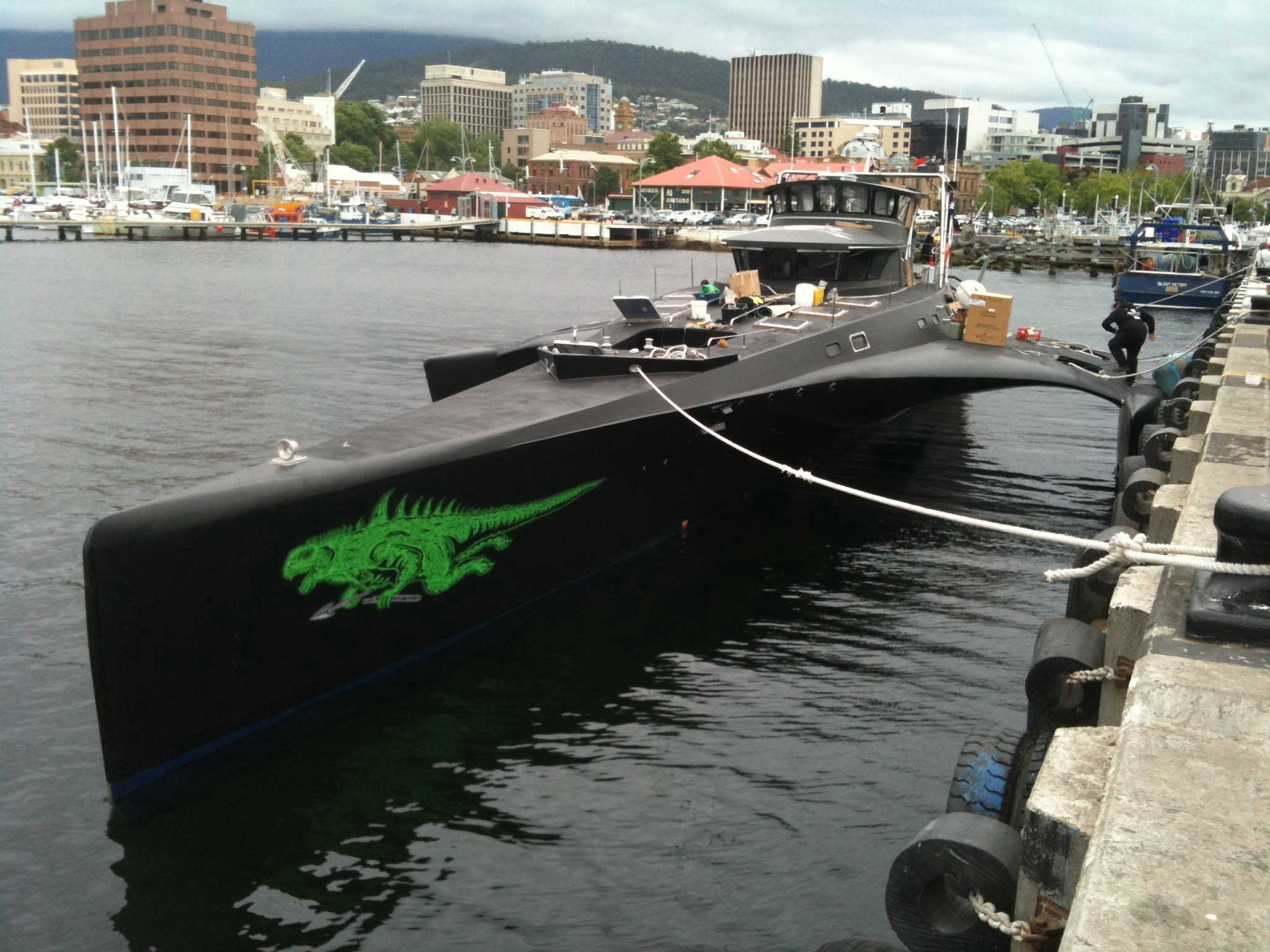
Le MV Gojira.

Le trimaran a été mis à l'eau en 1998, sous le nom de Cable and Wireless Adventurer dans le cadre d’un projet visant à réaliser un tour du monde en moins de 80 jours.
En 1998, le navire réussit un tour du globe en 74 jours, établissant un nouveau record pour un navire à moteur. En 2008, ce record sera battu par l'Earthrace en 60 jours. Ces deux temps restent néanmoins supérieurs à celui, non officiel, réalisé par le sous-marin USS Triton en 1984 (également en 60 jours) ainsi qu'au record du tour du monde à la voile (de 71 jours en 1997, 50 jours en 2005 et 40 jours depuis 2017).
Le bateau est ensuite affecté au transport de personnes en Afrique du Sud.
En 2010, il est vendu à la Sea Shepherd Conservation Society, pour effectuer sa première mission au sein de Sea Shepherd, l'opération No Compromise sous le nom de Gojira (ce qui veut dire « Godzilla » en japonais).
L'année suivante il est renommé Brigitte Bardot en hommage à son combat pour la protection des animaux.
Il est très gravement endommagé le 28 décembre 2011 par une vague scélérate alors qu'il poursuit un baleinier japonais, le Nisshin Maru. Après évacuation d'une grande partie de son équipage, il est pris en charge par le Steve Irwin, un autre bateau de l'organisation. Il est remorqué jusqu'à son port d'attache, Fremantle, pour y être réparé. Il est remis à l'eau le 16 avril 2012, mais c’est un bateau complexe et coûteux à entretenir, et pas toujours adapté aux missions qui lui sont confiées,.
Oceanic Assistance, société spécialisée dans le sauvetage de navires au large, rachète le trimaran en 2021 à la Sea Shepherd Conservation Society (SSCS), et le nomme Merida. Son port d'attache devient alors Lorient.